# Le Chinois (roman)
 (octobre 2017).
Si vous disposez d'ouvrages ou d'articles de référence ou si vous connaissez des sites web de qualité traitant du thème abordé ici, merci de compléter l'article en donnant les références utiles à sa vérifiabilité et en les liant à la section « Notes et références ».
Pour les articles homonymes, voir Le Chinois.
Le Chinois est un roman d'Henning Mankell publié en 2008.

## Résumé
En 2006, 19 cadavres sont trouvés dans les maisons d'un hameau suédois. Birgitta, juge, découvre que c'est le hameau où sa mère avait été adoptée par les Andren qui ont été tués. Jan Andren a émigré vers Reno (Nevada), où ses descendants viennent d'être tués. Un ruban rouge est trouvé près d'un cadavre et elle se souvient avoir vu le même dans l'hôtel de Sture. Elle découvre qu'en 1863 en Chine, San a été emmené au Nevada en bateau et y a été traité en esclave. Il a fui mais a été repris par Andren qu'il s'est promis de tuer. Il est ensuite rentré en Chine. En 2005 à Pékin, Ya charge Liu de venger son ancêtre, San. Birgitta dit au procureur que le ruban a été volé à l'hôtel par un Chinois. Elle va en Chine. De retour, à Londres, Ya est tué à côté d'elle. Elle établit que c'est Liu qui a fait la tuerie mais les conditions restent floues.

## Adaptation
Ce roman a fait l'objet d'une adaptation pour la télévision suédoise de trois heures en deux parties en 2011 : Le Chinois (Der Chinese) de Peter Keglevic.